# Abertzale Sozialista Komiteak
Abertzale Sozialista Komiteak (Comitès Patriotes Socialistes, en basc) va ser un moviment autogestionat i assembleari que amb la intenció d'aglutinar a diferents sectors del moviment per a alliberament nacional i recollint anteriors experiències dels Herri Batzarrak sorgeix a Biscaia en 1976 de militants de l'esquerra abertzale.
En 1977 es va estendre a tota Euskal Herria, conformant-se com a organització i integrant-se immediatament en la Koordinadora Abertzale Sozialista (KAS). En 1978 va participar en la creació d'Herri Batasuna. En el període 1983-1986 va tenir un intens debat intern sobre el seu propi espai de treball així com sobre la seva funció dins del bloc KAS. A partir d'aquí va adoptar una teoria sobre el moviment popular, en la qual defensava l'impuls d'aquest amb la intenció de crear un nou model de democràcia, que es basaria en l'enfortiment de la participació ciutadana en la política municipal mitjançant les associacions de veïns o qualsevol altre moviment social.
Després de la V assemblea nacional ASK es va dotar d'un Consell Nacional i comença a treballar, a més de les àrees de basc i amnistia, altres com la drogodependència, l'ecologisme o la cultura popular entre d'altres.